# Frode Larsen
Frode Larsen (1949. június 16. – 2017. június 20.) válogatott norvég labdarúgó, csatár.

## Pályafutása
1967 és 1979 között az SK Brann labdarúgója volt, ahol két norvég kupa-győzelmet ért el a csapattal. 1975-ben hét alkalommal szerepelt a norvég válogatottban.

## Sikerei, díjai
SK Brann
- Norvég kupa
  - győztes: 1972, 1976